# Иванова, Любовь Михайловна
Любовь Михайловна Иванова (21 сентября 1914 — 25 сентября 1974) — советская журналистка.
Получила педагогическое образование. Член КПСС с 1941 года.
Дебютировала в журналистике в 1930-х гг. Возглавляла в городе Горький газету «Клич пионера», затем заведовала отделом культуры в газете «Горьковская коммуна», с 1949 г. ответственный секретарь горьковской газеты «Ленинская смена».
В 1950-е гг. по приглашению Алексея Аджубея работала в газете «Комсомольская правда». Как «умницу, острую на язык» вспоминал Иванову начинавший работать вместе с ней в газете Василий Песков. В 1959 г. вместе с Аджубеем перешла в газету «Известия», возглавляла в газете отдел школ и вузов, была членом редколлегии; Аджубей называл Иванову «самым умным мужчиной в редакции». После увольнения Аджубея в 1964 году сохранила свой пост, но была уволена в 1967 году после того, как на одном из собраний коллектива положительно отозвалась о его периоде руководства. Была принята на работу Егором Яковлевым в журнал «Журналист», где занималась, в частности, организацией журналистского конкурса «Золотое перо».
С 1969 г. и до конца жизни главный редактор журнала «Семья и школа». В 1971 г. получила выговор за публикацию в журнале воспоминаний Лидии Чуковской о Корнее Чуковском.